# Paula von Hentke
Paula von Hentke, auch Paula Hentke-Müller (geboren um 1895 in Zagreb; gestorben nach 1954) war eine Opernsängerin der Stimmlage Sopran, die an der Wiener Staatsoper und bei den Salzburger Festspielen auftrat.

## Leben
Über Paula von Hentke bestehen nur wenige Angaben. Gesichert sind ihr Engagement an der Wiener Staatsoper von Jänner 1922 bis Juni 1925, an der sie zahlreiche kleine Rollen sang, aber auch in einigen markanten Partien auftrat, beispielsweise 23 Mal als Barbarina in Le nozze di Figaro, 17 Mal als Lucienne in Die tote Stadt, 14 Mal als Ida in der Fledermaus und 9 Mal die Esmeralda in der Verkauften Braut. In Engelbert Humperdincks Märchenoper Hänsel und Gretel sang sie viermal das Taumännchen und das Sandmännchen. Weiters trat sie in Opern von d’Albert, Pfitzner, Puccini, Richard Strauss und Richard Wagner auf. Bei den Salzburger Festspielen 1922 und 1925 sang sie die Barbarina, im Jahre 1926 die Ida in der Fledermaus. Ab 1925 hatte sie ein Engagement am Opernhaus Dortmund.
In der Spielzeit 1932/33 war sie in Teplitz engagiert. Im April 1932 gastierte sie als Esmeralda erneut in der Wiener Staatsoper, im Mai 1935 übernahm sie dort in einer Aufführung die Adele in der Fledermaus.
Paula von Hentke war auch Konzertsängerin, beispielsweise sang sie 1922, 1923 und 1927 in Konzerten der Wiener Symphoniker Arien von Bizet und Meyerbeer, Johann Strauß, Händel und Mozart.
1942/43 trat sie mehrmals im Wiener Schubert-Saal mit Liederabenden auf, begleitet am Flügel von Karl Hudez. Zum Vortrag kamen Werke von Beethoven, Schubert, Schumann, Liszt, Brahms u. a.
Sie war auch als Gesangslehrerin tätig. 1954 erhielt sie einen Lehrauftrag für operndramatische Korrepetition an der Wiener Akademie.

## Wichtige Rollen
| Engelbert Humperdinck: - Taumännchen und Sandmännchen in Hänsel und Gretel Korngold: - Lucienne in Die tote Stadt Meyerbeer - Page in Die Hugenotten Mozart: - Barbarina in Le nozze di Figaro |  | Smetana: - Esmeralda in der Verkauften Braut Johann Strauß: - Ida und Adele in der Fledermaus Richard Strauss: - Sklave in Salome - Magd in Elektra - Echo in Ariadne auf Naxos - Margret in Feuersnot |